# Neholopterus antarcticus
Neholopterus antarcticus là một loài bọ cánh cứng trong họ Cerambycidae.